# Galathea strigosa

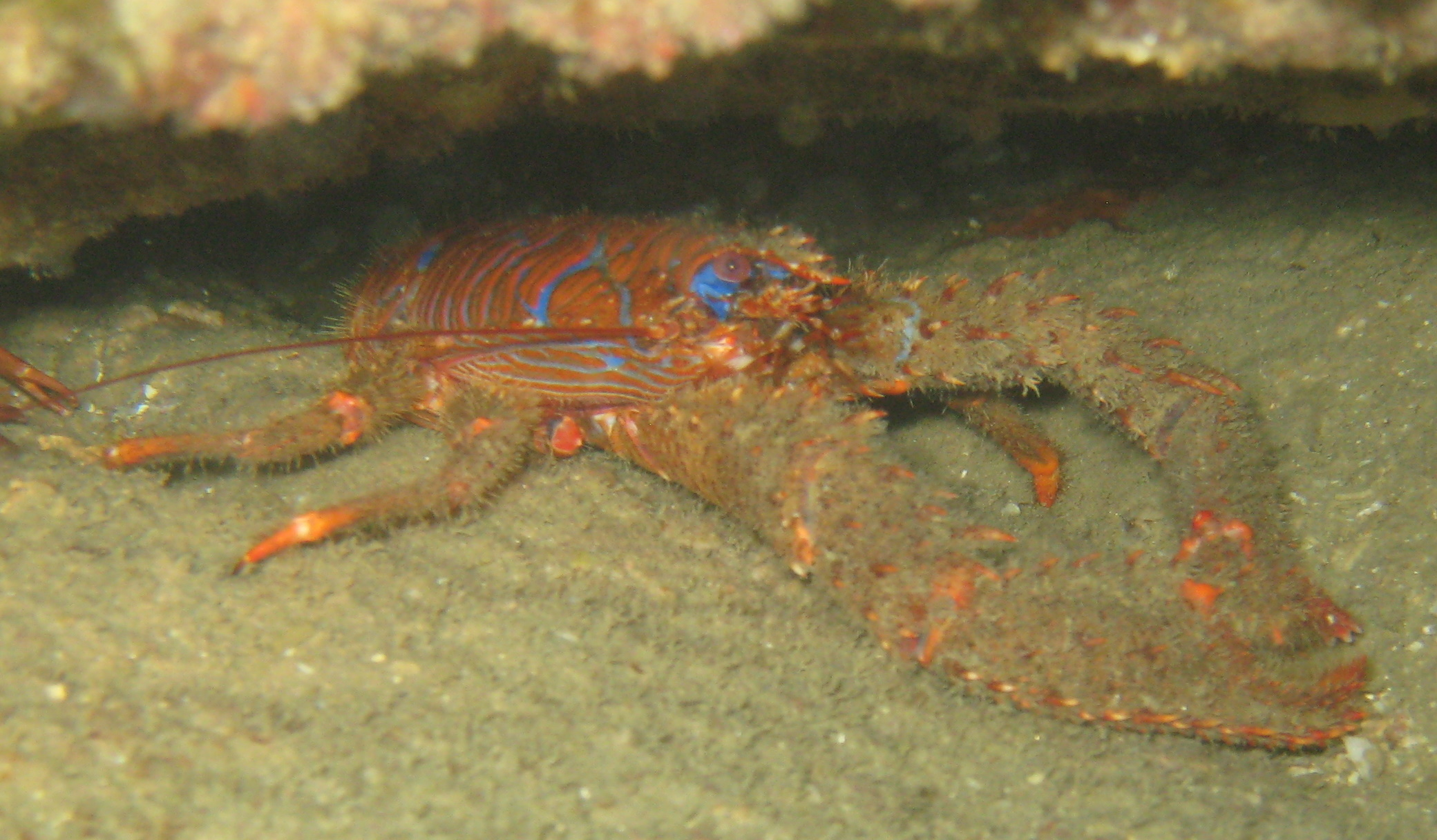
Esemplare fotografato a Saint-Quay-Portrieux

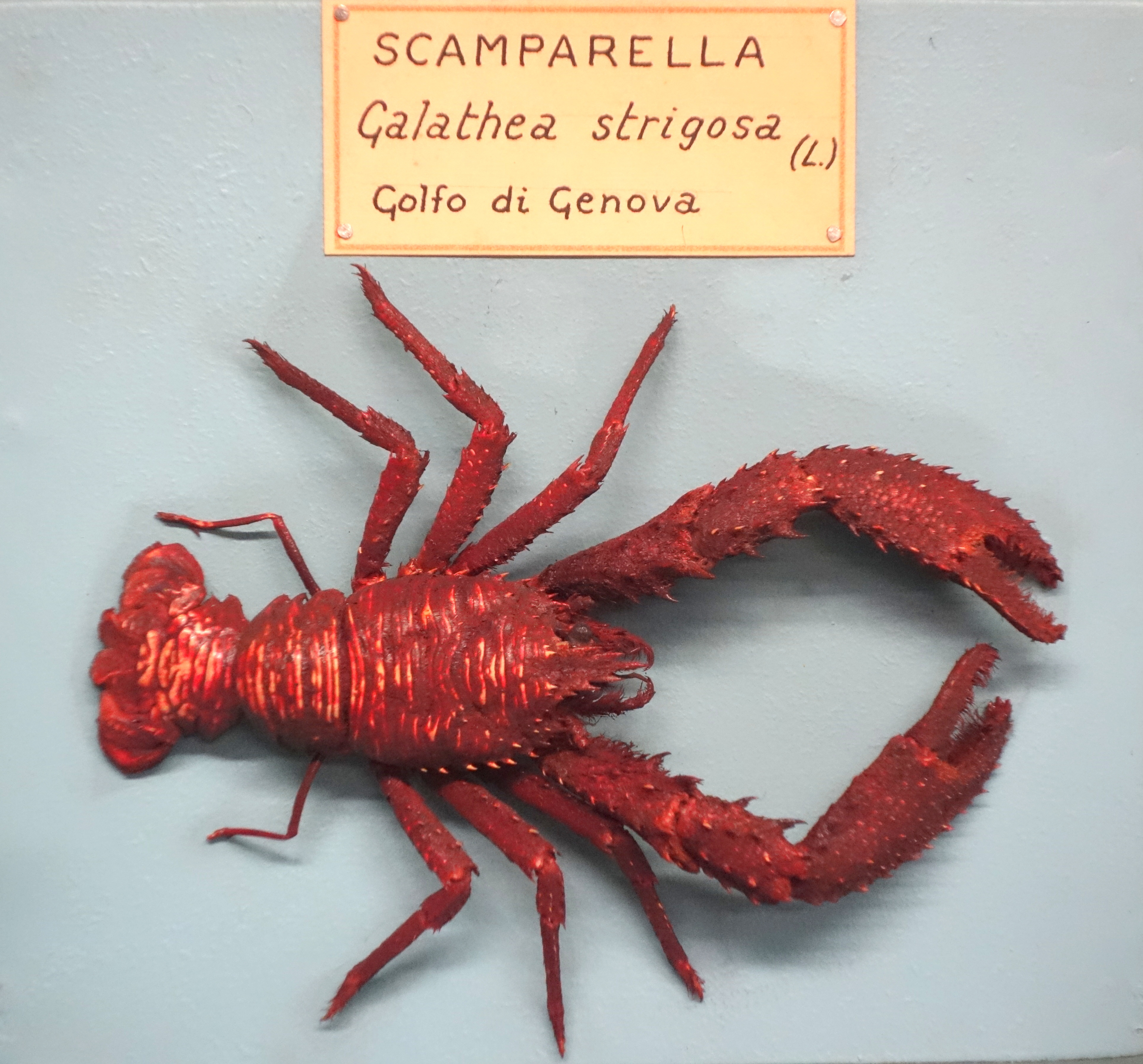
Galathea strigosa al Museo di storia naturale Giacomo Doria

Galathea strigosa (Linnaeus, 1761) è un crostaceo decapode  appartenente alla famiglia Galatheidae diffuso nel mar Mediterraneo e nell'oceano Atlantico. Originariamente descritto come Cancer strigosus, è la specie tipo del genere Galathea.

## Descrizione
È un galateide facilmente riconoscibile e di grandi dimensioni: il carapace supera i 5 cm di lunghezza, e la lunghezza massima registrata per il corpo è di 9. Questo, insieme alla colorazione rossa-arancione a strisce azzurre o violacee, ne permette la facile distinzione da Galathea squamifera.
Come tipico per i galateidi, l'addome di Galathea strigosa è parzialmente ripiegato al di sotto del cefalotorace, caratteristica che dà a questo animale un aspetto intermedio tra una piccola aragosta e un granchio. Come le altre specie del genere Galathea, presenta creste trasversali di setae sul carapace, chelipedi tubercolati e un rostro dentato; in G. strigosa i denti sono tre per lato.
Caratteristiche distintive di questa specie sono la presenza di 2 spine sul mero (secondo articolo) del terzo massillipede e sei spine nella regione epigastrica (dietro il rostro), tre per lato.

## Biologia

### Alimentazione
È una specie detritivora.

### Predatori
I principali predatori di questa specie sono pesci, sia cartilaginei (tra cui l'aquila di mare) che ossei come gadidi, labridi (Ctenolabrus rupestris), serranidi e scorfani.

### Riproduzione
È ovipara. Nel Mediterraneo il periodo riproduttivo in genere è tra dicembre e maggio, ma varia a seconda della regione in cui vive.

## Distribuzione e habitat
È una specie comune. Il suo areale si estende dal mar Rosso alla Norvegia, comprendendo tutto il mar Mediterraneo e l'oceano Atlantico fino alle Canarie. Vive sia nelle zone ricche di anfratti rocciosi, dove si nasconde di notte, sia nei fondali sabbiosi piuttosto in profondità: di solito si trova non sopra i 50 m e può spingersi fino a 600. È comune sulle barriere artificiali.